# 佐幕派
佐幕派是幕末時期日本的一個政治派別/党派，主張維護幕府（將軍政府）的統治。

## 发展来源
在幕末時期，日本面臨外國列強的壓力和內部的不穩定。在此情况下，一些人支持保守主義并希望保留幕府體制以確保國家穩定。這个党派就被稱為佐幕派。他們反對推翻幕府並希望保留將軍的權力。

## 反对势力
在另一方面，也有反幕府的倒幕派，他們主張推翻幕府，實行現代化的改革。

## 执政
佐幕派和倒幕派之間的矛盾最終導致了幕末戰爭，其中最著名的是戊辰戰爭。這些衝突最終導致了幕府的垮台、明治維新的實現及日本近代化的開始。
1. ↑  . 巴哈姆特電玩資訊站.   [2025-03-22].